# Chiroderma
Chiroderma (Peters, 1860) è un genere di pipistrelli della famiglia dei Fillostomidi.

## Descrizione

### Dimensioni
Al genere Chiroderma appartengono pipistrelli di piccole dimensioni, con lunghezza della testa e del corpo tra 55 e 87 mm, la lunghezza dell'avambraccio tra 37 e 58 mm e un peso fino a  g.

### Caratteristiche craniche e dentarie
Il cranio presente un rostro corto e largo, che si eleva gradualmente al livello della scatola cranica. Le ossa nasali sono mancanti e sostituite da una fessura profonda. Gli incisivi superiori interni sono lunghi e sottili, mentre quelli inferiori sono uguali tra loro. Il primo premolare superiore è piccolo ed in contatto con i canini, mentre il secondo è ben separato.
Sono caratterizzati dalla seguente formula dentaria:

### Aspetto
La pelliccia è densa, cosparsa di peli più lunghi e si estende sugli avambracci, sulle zampe e sull'uropatagio. I peli sono tricolori. Le parti dorsali variano dal rossastro chiaro al bruno-olivastro, mentre le parti ventrali sono più chiare. Alcuni individui sono più chiari sopra. Una striscia dorsale bianca che si estende dalla zona tra le spalle fino alla groppa è spesso presente, talvolta assente o poco visibile. Il muso è corto e largo, gli occhi sono grandi. La foglia nasale è ben sviluppata, lanceolata e con la porzione inferiore separata dal labbro superiore. Due strisce bianche sono presenti su ogni lato del viso, la prima si estende dall'angolo esterno della foglia nasale fino a dietro l'orecchio, mentre la seconda parte dall'angolo posteriore della bocca e termina alla base del padiglione auricolare. Le orecchie sono corte, arrotondate e solitamente con i margini giallastri. Il trago è corto e triangolare. È privo di coda, mentre l'uropatagio è ampio e con il margine esterno a forma di U.

## Distribuzione
Il genere è diffuso in America Centrale e meridionale.

## Tassonomia
Il genere comprende 6 specie.
- Chiroderma doriae
- Chiroderma improvisum
- Chiroderma salvini
- Chiroderma trinitatum
- Chiroderma villosum
- Chiroderma vizottoi